# Oklamaný (film, 1971)
Oklamaný (v originále The Beguiled) je americké drama z roku 1971 natočené podle románu Thomase P. Cullinana A Painted Devil. Hlavní role ztvárnili Clint Eastwood a Geraldine Page. Hudbu k snímku složil Lalo Schifrin. Režie se chopil zkušený rutinér Don Siegel, jenž s Eastwoodem natočil ještě western Dva mezci pro slečnu Sáru (1970), thriller Drsný Harry (1971), krimi Cooganův styl (1968) a již klasický vězeňský film Útěk z Alcatrazu (1979).

## Zajímavosti
V roce 2017 byl natočen stejnojmenný remake filmu Oklamaný s Colinem Farellem v hlavní roli.